# Чикаго Берс
«Чикаго Берс» (англ. Chicago Bears; «Чиказькі ведмеді») професійна команда з американського футболу розташована в місті Чикаго, Іллінойс. Команда є членом Північного дивізіону, Національної футбольної конференції, Національної футбольної ліги.
“Берс” здобули дев’ять чемпіонських титулів NFL: вісім до об’єднання AFL та NFL і один Супербоул. Вони також мають рекорд NFL за кількістю гравців, включених до Зали слави професійного футболу, і найбільшу кількість номерів, виведених з обігу. За кількістю чемпіонських титулів і загальних перемог “Беарз” поступаються лише “Грін-Бей Пекерз”, з якими їх пов’язує давнє суперництво.
Франшиза була заснована в Декейтері, штат Іллінойс, 20 вересня 1919 року, отримала професійний статус 17 вересня 1920 року та переїхала до Чикаго в 1921 році. Це одна з двох команд, що залишилися з часу заснування NFL у 1920 році, разом з “Арізона Кардиналз”, які також починали в Чикаго. До 1970 року команда проводила домашні ігри на стадіоні “Ріглі Філд” на півночі Чикаго, а згодом переїхала на “Солджер Філд” на півдні міста, поблизу озера Мічиган.
Штаб-квартира команди, “Галас Холл”, розташована в передмісті Чикаго — Лейк-Форесті, штат Іллінойс. Під час сезону “Берс” тренуються в сусідніх приміщеннях, а з 2020 року, після масштабної реконструкції, почали проводити тренувальні збори на “Галас Холл”.

## Історія
Команда заснована у 1919 році в місті Декейтер, в штаті Іллінойс, під назвою «Декейтер Сталейс» (англ. Decatur Staleys). У 1921 році команда переїхали до Чикаго,— і назву змінено на «Чикаго Редскінс», а, з черги, у 1922 році в назву знову змінено на «Чикаго Берс».
У 1921 році команда переїхала до Чикаго, де її перейменували на “Чикаго Стейліс”. Згідно з угодою між Галасом, Стернаманом і Стейлі, вони отримали 5000 доларів за те, щоб залишити назву “Стейліс” на сезон 1921 року.
У 1922 році Галас змінив назву команди зі “Стейліс” на “Берс”. Команда переїхала на “Ріглі Філд”, який також був домівкою бейсбольної франшизи “Чикаго Кабс”. Як і кілька інших ранніх франшиз NFL, “Берс” отримали своє прізвисько від бейсбольної команди міста (ведмежата називаються “cubs”). Галасу подобалися яскраві помаранчевий і синій кольори його альма-матер — Університету Іллінойсу. “Берс” прийняли ці кольори, хоча й у темніших відтінках: синій — Pantone 5395 (темно-синій), а помаранчевий — Pantone 1665 (схожий на палений помаранчевий).
На початкових етапах ліги “Стейліс/Берс” домінували в змаганнях. Їхнє суперництво з “Чикаго Кардиналз”, найстаріше в NFL (і протистояння в одному місті з 1920 по 1959 роки), стало ключовим у чотирьох із перших шести чемпіонських титулів ліги. За перші шість років ліги “Берс” програли двічі “Кантон Булдогз” (які за цей час виграли два чемпіонати) і поділили результати з міськими суперниками “Кардиналз” (4–4–2), але жодна інша команда не перемагала “Берс” більше одного разу. За цей час “Берс” здобули 34 сухі перемоги.
Суперництво “Берс” із “Грін-Бей Пекерз” є одним із найстаріших і найвідоміших у професійному спорті США, починаючи з 1921 року (тоді “Грін-Бей Пекерз” були незалежною командою, допоки не приєдналися до NFL у тому ж році). У скандальному випадку того року Галас домігся виключення “Пекерз” із ліги, щоб запобігти їхньому підписанню певного гравця, а потім великодушно допоміг їм повернутися, коли “Берс” уклали угоду з цим гравцем.

### 1940-ті: Монстри Середнього Заходу
З 1940 по 1947 рік квотербек Сід Лакман привів “Берс” до перемог у чотирьох із п’яти чемпіонських ігор NFL, у яких команда брала участь. Команда прийняла прізвисько Університету Чикаго “Монстри Середнього Заходу”, разом із знаменитим логотипом у формі підковоподібної літери “C” на шоломі та новою тематичною піснею, яка проголошувала їх “гордістю й радістю Іллінойсу”.
Однією з найвідоміших перемог того періоду стала їхня звитяга з рахунком 73–0 над фаворитом, “Вашингтон Редскінз”, на стадіоні Ґріффіт у Чемпіонській грі NFL 1940 року. Цей результат досі є рекордом NFL за найбільший розрив у рахунку. Секретом такого одностороннього результату стало впровадження Галасом нової атакувальної формації. Формація “T”, як її назвав Галас, передбачала використання двох ранінгбеків замість традиційного одного в задній лінії.
Сід Лакман зарекомендував себе як один із найкращих квотербеків в історії франшизи. У період із 1939 по 1950 рік він встановив рекорди “Берс” за кількістю тачдаунів, ярдів і пасів за кар’єру. Багато з рекордів Лакмана залишалися неперевершеними десятиліттями, поки їх не перевершив Джей Катлер у 2014 році. У 2015 році Катлер побив і рекорд Лакмана за кількістю тачдаунів за кар’єру в історії франшизи.

### 1950–1968: Пізня епоха Галаса
У 1961 році лінія нападу “Берс” тренувалася на “Солджер Філд” для гри збройних сил у п’ятницю.
Після спаду в 1950-х команда повернулася на вершину в 1963 році, здобувши свій восьмий чемпіонський титул NFL, який залишався останнім аж до 1985 року. Наприкінці 1960-х і на початку 1970-х років “Берс” виростили видатних гравців, таких як Дік Баткас, Гейл Сейєрс і Браян Пікколо, який помер від ембріональної карциноми в 1970 році. У 1971 році американська телемережа ABC зняла фільм про Пікколо під назвою “Пісня Браяна”, де головні ролі виконали Джеймс Каан і Біллі Ді Вільямс у ролях Пікколо та Сейєрса відповідно. Джек Уорден отримав премію “Еммі” за роль Галаса у цьому фільмі. Стрічка пізніше вийшла в кінотеатральний прокат після прем’єри на телебаченні.
Попри зіркові кар’єри Баткаса і Сейєрса, їхні виступи завершилися раніше через травми, що завдало шкоди “Берс” у цей період.
Галас пішов із посади головного тренера у 1967 році, залишившись працювати в адміністрації команди. Він став єдиною людиною, яка брала участь у діяльності NFL протягом перших 60 років її існування. Галас також був членом першого класу введення до Зали слави професійного футболу в 1963 році.
Як єдиний живий засновник NFL на момент об’єднання ліг NFL та Американської футбольної ліги у лютому 1970 року, власники команд вшанували Галаса, обравши його першим президентом Національної футбольної конференції, на цій посаді він залишався до своєї смерті в 1983 році. На його честь NFL назвала трофей чемпіонів NFC “Меморіальним трофеєм Джорджа Галаса”.

### 1983–1985: Претенденти, а згодом чемпіони Супербоулу
Майк Дітка, який грав на позиції тайт-енда у “Берс” із 1961 по 1966 рік, був найнятий Джорджем Галасом як головний тренер команди у 1982 році. Завдяки своїй жорсткій натурі він отримав прізвисько “Залізний Майк”.
У 1984 році команда досягла фіналу NFC, але програла “Сан-Франциско 49ерс” із рахунком 23–0. У сезоні 1985 року суперництво “Берс” із “Грін-Бей Пекерз” знову спалахнуло, коли Дітка використав 143-кілограмового гравця захисту Вільяма “Холодильник” Перрі як ранінгбека в тачдауні на “Ламбо Філд” проти “Пекерз”.
У Супербоулі XX “Берс” здобули свій дев’ятий чемпіонський титул NFL і перший після об’єднання AFL і NFL. У цьому сезоні команда домінувала в лізі завдяки своїй тоді революційній “46-ій захистній схемі” та яскравим особистостям, які записали веселу реп-пісню “The Super Bowl Shuffle”.
Сезон був примітним тим, що “Берс” зазнали лише однієї поразки в “нещасливій 13-й” грі сезону, нічній зустрічі в понеділок, де вони поступилися “Маямі Долфінз”. На той момент багато говорилося про те, що “Долфінз” 1972 року залишалися єдиною франшизою в історії, яка провела непереможний сезон із плейоф. “Долфінз” мали шанс на матч-реванш у Супербоулі, але програли “Нью-Інгленд Петріотс” у фіналі конференції AFC. Цікаво, що кліп на “The Super Bowl Shuffle” було знято наступного дня після тієї поразки в Маямі.

### 1986–2003: Ера після Супербоулу
Після чемпіонського сезону 1985 року “Берс” залишалися конкурентоспроможними протягом 1980-х, але так і не змогли повернутися до Супербоулу під керівництвом Майка Дітки. За решту часу його тренерства “Берс” п’ять разів потрапляли до плейоф, досягнувши фіналу NFC у сезоні 1988 року.
Після звільнення Дітки та до найму Лаві Сміта команда мала двох головних тренерів — Дейва Ванстедта та Діка Жаурона. Хоча обидва тренери вивели “Берс” до плейоф лише по одному разу (Ванстедт у 1994 році та Жаурон у 2001 році), їм не вдалося забезпечити стабільні переможні сезони або повернути команду до Супербоулу. Через це 1990-ті роки здебільшого вважалися розчаруванням.
Перед наймом Жаурона у січні 1999 року Дейв МакГінніс (координатор захисту “Арізони” та колишній помічник тренера “Берс” за Дітки й Ванстедта) відмовився від посади головного тренера. “Берс” запланували пресконференцію для оголошення про його найм, перш ніж він погодився на умови контракту. Невдовзі після призначення Жаурона місіс МакКаскі звільнила свого сина Майкла з посади президента, призначивши на цю посаду Теда Філліпса та перевівши Майкла на посаду голови ради директорів. Філліпс став першою людиною за межами родини Галас-МакКаскі, яка очолила команду.
З 1997 по 2000 рік “Берс” займали останнє місце в дивізіоні чотири сезони поспіль.
У сезоні 2001 року Джим Міллер став основним квотербеком і допоміг “Берс” здобути рекорд 13–3 і титул у дивізіоні. Однак у плейоф команда не досягла успіху, поступившись “Філадельфії Іглз” з рахунком 33–19 у Дивізіональному раунді.
Сезон 2002 року приніс команді спад — 4–12, але в 2003 році результати покращились до 7–9, хоча “Берс” все одно не потрапили до плейоф. Після закінчення сезону 2003 року Жаурона звільнили.

## Власники
Команда переважно належить спадкоємцям Джорджа Галаса. Його дочка, Вірджинія Галас МакКаскі, яка володіє 22,6% акцій команди, є основним власником і голосує від імені своїх 11 дітей та двох племінників (кожен володіє 3,8%), а також сім’ї Бріццолара (яка володіє 8,33%). Загалом це становить 80,33% акцій, що дозволяє їй контролювати команду. Решту 19,67% належать колишньому голові та CEO компанії Aon Corp. Пату Раяну (17,67%) і спадкоємцям колишнього директора Aon Ендрю Дж. МакКенни (2%). Райан також є членом ради директорів. Сім’я МакКаскі має переважне право викупу акцій у разі їх продажу, тоді як блок Райана має друге право викупу.
У 2020 році журнал Forbes оцінив франшизу в 3,525 мільярда доларів, що робить її сьомою за вартістю у NFL. Чикаго є третім за величиною медійним ринком у США.
У статті Crain’s Chicago Business один підприємець висловив бажання, щоб команда повністю реалізувала свій потенціал. У 2009 році Yahoo! Sports назвав родину МакКаскі третім найгіршим власником у NFL, зазначивши: “Вони отримують найменше від того, що мають, серед усіх команд нашої ліги”.

## Лого та уніформа
Клуб використовував небагато офіційних логотипів протягом своєї історії. У 1920 році, коли команда була відома як “Декейтер Стейліс”, вона використовувала логотип компанії A. E. Staley, оскільки футбол мав сприяти просуванню компанії.
Перший логотип “Чикаго Берс” був представлений у 1940 році та зображував чорного ведмедя, який біжить із м’ячем. Наступний логотип, представлений у 1946 році, зображав темно-синього ведмедя на футбольному м’ячі.
У 1962 році “Берс” вперше представили свій фірмовий логотип у формі підковоподібної літери “C”. Спочатку він був білим із чорним контуром. Логотип нагадував “C”, яку давно носили на кепках бейсбольної команди “Цинциннаті Редс”, і майже точно відповідав логотипу “C” Університету Чикаго Марунз, створеному в 1898 році. Зміна логотипу була пов’язана з додаванням логотипів на шоломи, яке професійні футбольні команди почали впроваджувати наприкінці 1950-х і на початку 1960-х років.
У 2023 році “Берс” зробили своїм основним логотипом зображення помаранчевої голови ведмедя, яке раніше було їхнім другорядним логотипом із 1999 року. Незважаючи на переведення логотипу “C” у статус другорядного, команда продовжить використовувати його на шоломах і на 50-ярдовій лінії домашнього поля.

## Маскоти та групи підтримки
До сезону 2003 року у команди було два неофіційні маскоти: “Рокі” та “Беармен”. “Рокі” був чоловіком, який носив футболку “Берс” із номером 1, використовував мегафон і починав скандування на “Солджер Філд” у 1970-х, 1980-х та на початку 1990-х років. Його стиль нагадував фаната “Фаєрмен Ед”. Особа “Рокі” невідома, але припускають, що він живе на північному заході Індіани.
Дон Вахтер, також відомий як “Беармен”, є власником абонемента на сезон, який у 1995 році вирішив допомагати команді, виступаючи в ролі групи підтримки, подібно до “Рокі”. Клуб дозволив йому бігати полем із великим прапором “Берс” під час представлення гравців та після кожного набраного очка команди (цю роль згодом виконували капітани “Берс” та представники “4-ї фази”). У 1996 році він почав використовувати костюм із розфарбованим обличчям, головою та лапами ведмедя та футболкою з номером 46. “Беармену” довелося припинити носити свій костюм після введення офіційного маскота Staley Da Bear у 2003 році, але в 2005 році йому знову дозволили виступати в костюмі.
Staley Da Bear — антропоморфний ведмідь у футболці з номером 00, з синіми та помаранчевими очима, що відповідають основним кольорам команди. Його ім’я походить від компанії A. E. Staley, яка заснувала франшизу “Берс”. Як і “Рокі” та “Беармен”, він розважає фанатів команди, але також бере участь у благодійних заходах, вечірках, іграх Chicago Rush AFL, інших подіях, пов’язаних із “Берс”, і навіть у матчах проти юнацьких футбольних команд під час перерви.
Команда мала групу підтримки під назвою Chicago Honey Bears, створену в 1976 році. Однак власниця “Берс” Вірджинія Галас МакКаскі розпустила їх після сезону 1985 року. Їхні костюми змінювалися тричі: з 1976 по 1979 рік це був білий комбінезон із темно-синіми рукавами; з 1980 по 1984 рік — білий комбінезон із помаранчевими рукавами та темно-синьою окантовкою; а в останньому сезоні 1985 року костюми було оновлено, додавши помаранчевий блискучий жилет.

## Суперництва

### Дивізійні суперництва

#### Green Bay Packers
“Грін-Бей Пекерз” — головний суперник “Берс” із часу заснування команд у 1920 році. Наразі “Пекерз” мають перевагу в серії з рахунком 103–95–6. Команди зустрічалися в плейоф двічі: “Берс” перемогли в 1941 році (33–14), а “Пекерз” виграли в 2011 році (21–14) на шляху до перемоги в Супербоулі XLV. Їхня перша зустріч у 1921 році завершилася перемогою “Берс” із рахунком 20–0, тоді як “Пекерз” здобули свою першу перемогу в 1925 році (14–10). У 1924 році матч між командами відзначився першими вилученнями гравців у історії NFL.

#### Detroit Lions
Суперництво з “Детройт Лайонс” розпочалося в 1930 році, коли команда ще називалася “Портсмут Спартанс”. Їхня перша зустріч завершилася перемогою “Спартанс” із рахунком 7–6, а друга — на користь “Берс” (14–6). У 1932 році команди провели першу в історії плейоф-гру NFL, у якій “Берс” виграли 9–0. Ця гра також була першою грою в закритому приміщенні через снігову бурю.

#### Minnesota Vikings
Суперництво з “Міннесота Вайкінгз” почалося з дебютної гри “Вайкінгз” у 1961 році, у якій вони перемогли “Берс” із рахунком 37–13. Наразі “Вайкінгз” лідирують у серії 60–54–2.

### Історичні суперництва

#### Chicago/St. Louis/Arizona Cardinals
Суперництво між “Берс” і “Арізона Кардиналз” є найдавнішим у NFL. Воно почалося як протистояння між двома чиказькими командами та тривало до 1959 року, коли “Кардиналз” переїхали до Сент-Луїса. Наразі “Берс” лідирують у серії 59–28–6.

#### New York Giants
“Берс” і “Нью-Йорк Джайєнтс” зустрічалися в шести фіналах чемпіонату NFL, що є рекордом для одного протистояння в таких матчах. “Берс” перемогли в чотирьох із них, включно з відомою “Грою у кедах” 1934 року, яку виграли “Джайєнтс”.

#### San Francisco 49ers
Протистояння з “Сан-Франциско 49ерс” посилилося у 1980-х, коли обидві команди регулярно боролися за плейоф. Наразі “49ерс” лідирують у серії 35–33–1.

#### Tampa Bay Buccaneers
Історичне суперництво з “Тампа-Бей Бакканірз” виникло через спільне перебування в NFC Central. Наразі “Берс” лідирують у серії 40–22.

#### Washington Commanders
Суперництво з “Вашингтон Командерз” почалося в 1932 році. Найвідоміша гра між командами — перемога “Берс” із рахунком 73–0 у чемпіонаті NFL 1940 року, що досі є рекордом за найбільшим розривом у рахунку.

### Мінорні суперництва

#### Cleveland/Los Angeles/St. Louis Rams
Суперництво з “Ремс” тривало з 1937 до 1969 року, коли команди грали в одному дивізіоні. Наразі “Берс” лідирують у серії 54–39–3.

#### Miami Dolphins
“Берс” і “Маямі Долфінз” зустрічалися менше 15 разів, але їхні матчі завжди були знаковими, зокрема нічна гра 1985 року, де “Долфінз” завдали “Берс” єдиної поразки у тому регулярному сезоні.

### Припинені суперництва

#### Rock Island Independents
У перші роки NFL “Берс” мали запекле суперництво з “Рок-Айленд Індіпенденс”, вигравши серію 8–1–4.

#### Canton/Cleveland Bulldogs
У 1920-х роках “Берс” і “Кантон/Клівленд Булдогз” були одними з найсильніших команд ліги, а їхні ігри часто вирішували долю чемпіонства NFL. “Берс” виграли серію 4–3.

## У популярній культурі
Фанатом «Чикаго Берс» є Джим (Джеймс Белуші) — головний герой серіалу «Як сказав Джим». Він часто дивиться з друзями за грою «Ведмедів» по телевізору і відвідує матчі. Одного разу він навіть влаштував на стадіоні масову бійку. Його діти навчились багатьом негарним словам від Джима, коли той уболіває за свою улюблену команду.